# (284) Амалия
(284) Амалия (лат. Amalia) — небольшой астероид главного пояса, который открыл 29 мая 1889 года французский астроном Огюст Шарлуа в обсерватории Ниццы.

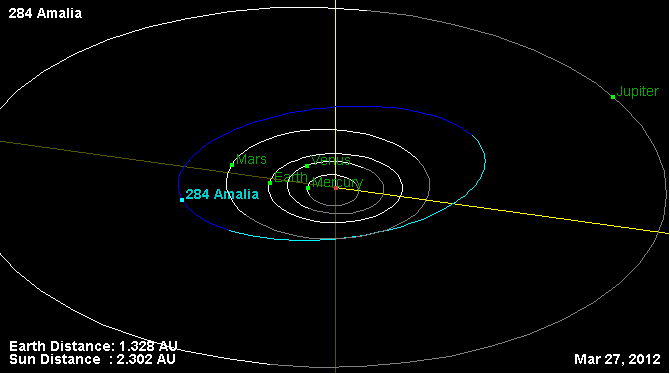
Орбита астероида Амалия и его положение в Солнечной системе